# Allons donc, papa !
Série
Le Père de la mariée
(1950)
Pour plus de détails, voir Fiche technique et Distribution.
Allons donc, papa ! (Father's Little Dividend) est un film américain réalisé par Vincente Minnelli et sorti en 1951. Il s'agit de la suite du film Le Père de la mariée conçu avec la même équipe, et sorti l'année précédente.

## Synopsis
Kay et Buckley Dunstan attendent un bébé. Les deux parents se disputent sans cesse et n'ont qu'un mot à la bouche : "divorce". La grand-mère, fière de sa future descendance,  multiplie les mondanités pour en informer tout leur entourage. Quant à Stanley, le père de Kay, il s'imagine mal dans son futur rôle de grand-père attentionné, au point d'en faire des cauchemars. Quand enfin l'enfant arrive, la vie s'organise tant bien que mal autour du nourrisson. Et comme en plus, il s'appelle Stanley junior, le grand-père n'a d'autre choix que d'assumer ses responsabilités.

## Fiche technique
- Titre : Allons donc, papa !
- Titre original : Father's Little Dividend
- Réalisation : Vincente Minnelli
- Scénario : Frances Goodrich et Albert Hackett, d'après les personnages d'Edward Streeter (1949)
- Production : Pandro S. Berman pour la MGM
- Photographie : John Alton
- Musique : Albert Sendrey
- Direction artistique : Cedric Gibbons et Leonid Vasian
- Costumes : Helen Rose
- Montage : Ferris Webster
- Pays de production : États-Unis
- Langue : anglais
- Format : Noir et blanc
- Genre : Comédie
- Durée : 82 minutes
- Date de sortie : 
  - États-Unis : 27 avril 1951
- Affiche : Jacques Bonneaud (France)

## Distribution
Les VF indiquées ci-dessous proviennent d'un doublage plus récent.
- Spencer Tracy (VF : Richard Leblond) : Stanley T. Banks
- Joan Bennett (VF : Hélène Vallier) : Ellie Banks
- Elizabeth Taylor (VF : Dorothée Jemma) : Kay Dunstan
- Don Taylor (VF : Georges Caudron) : Buckley Dunstan
- Billie Burke (VF : Lisette Lemaire) : Doris Dunstan
- Moroni Olsen (VF : Claude d'Yd) : Herbert Dunstan
- Richard Rober : Sergent de police
- Marietta Canty : Delilah
- Russ Tamblyn : Tommy Banks
- Tom Irish : Ben Banks
- Paul Harvey (VF : Claude d'Yd) : Révérend Galsworthy
- Lon Poff (non crédité) : Le vieil homme sous le porche